# Basketball-Bundesliga 1982/83
Die Saison 1982/83 ist die 17. Spielzeit der Basketball-Bundesliga. Die höchste Spielklasse im deutschen Vereinsbasketball der Herren, bis 1990 beschränkt auf das Gebiet Westdeutschlands ohne die DDR, wurde in einer Liga mit zehn Mannschaften ausgetragen, an die sich Final- und Relegationsrunden anschlossen.

## Saisonnotizen
- Der ASC 1846 Göttingen gewann seine erste Meisterschaft in einer Finalserie gegen Titelverteidiger BSC Saturn Köln. Die Kölner gewannen jedoch den Titel im Pokalwettbewerb gegen SSV Hagen.
- Die Aufsteiger 1. FC 01 Bamberg und FC Schalke 04 stiegen am Saisonende gleich wieder ab.

## Endstände

### Hauptrunde
| #  | Mannschaft           | Siege | Nieder- lagen | Punkte | Körbe     |
| -- | -------------------- | ----- | ------------- | ------ | --------- |
| 1  | BSC Saturn Köln (M)  | 16    | 2             | 32:40  | 1605:1329 |
| 2  | TuS 04 Leverkusen    | 12    | 6             | 24:12  | 1544:1364 |
| 3  | ASC 1846 Göttingen   | 11    | 7             | 22:14  | 1509:1342 |
| 4  | USC Bayreuth         | 11    | 7             | 22:14  | 1415:1406 |
| 5  | SSV Hagen            | 10    | 8             | 20:16  | 1511:1373 |
| 6  | DTV Charlottenburg   | 10    | 8             | 20:16  | 1474:1443 |
| 7  | MTV 1846 Gießen      | 8     | 10            | 16:20  | 1389:1469 |
| 8  | MTV Wolfenbüttel (P) | 7     | 11            | 12:24  | 1389:1480 |
| 9  | 1. FC 01 Bamberg (N) | 4     | 14            | 08:28  | 1319:1625 |
| 10 | FC Schalke 04 (N)    | 1     | 17            | 02:34  | 1286:1610 |

| (M) Meister der Vorsaison____        | (N) Neuling (Aufsteiger)____ | (P) Pokalsieger der Vorsaison |
| Fett Für Finalrunde qualifiziert____ |  Relegations-Plätze____      |                               |

### Relegationsrunde
| # | Mannschaft           | Siege | Nieder- lagen | Punkte | Körbe     |
| - | -------------------- | ----- | ------------- | ------ | --------- |
| 1 | MTV 1846 Gießen      | 13    | 11            | 26:22  | 1937:1991 |
| 2 | MTV Wolfenbüttel     | 9     | 15            | 18:30  | 1904:2025 |
| 3 | 1. FC 01 Bamberg (N) | 7     | 17            | 14:34  | 1845:2140 |
| 4 | FC Schalke 04 (N)    | 3     | 21            | 06:42  | 1836:2167 |

 Absteiger

### Finalrunden

#### Zwischenrunde
| # | Mannschaft         | Siege | Nieder- lagen | Punkte | Körbe     |
| - | ------------------ | ----- | ------------- | ------ | --------- |
| 1 | BSC Saturn Köln    | 22    | 6             | 44:12  | 2419:2104 |
| 2 | ASC 1846 Göttingen | 18    | 10            | 36:20  | 2319:2103 |
| 3 | TuS 04 Leverkusen  | 17    | 11            | 34:22  | 2293:2078 |
| 4 | SSV Hagen          | 15    | 13            | 30:26  | 2254:2147 |
| 5 | USC Bayreuth       | 15    | 13            | 30:26  | 2209:2234 |
| 6 | DTV Charlottenburg | 13    | 15            | 26:30  | 2196:2221 |

 Finalteilnehmer

#### Finale
|  | Finale |                    |    |    |  |
|  |        |                    |    |    |  |
|  | 2      | ASC 1846 Göttingen | 68 | 64 |  |
|  | 1      | Saturn Köln        | 67 | 60 |  |
|  |        |                    |    |    |  |